# Danielle Collins
Pour les articles homonymes, voir Collins.
Danielle Rose Collins, née le 13 décembre 1993 à St. Petersburg (Floride), est une joueuse de tennis américaine, professionnelle depuis 2011.

## Carrière

### 2014-2015. Débuts sur le circuit ITF
Évoluant principalement sur le circuit ITF, elle y a remporté quatre titres en simple.
Elle a fait ses études à l'Université de Virginie à Charlottesville entre 2011 et 2016 et décroche un baccalauréat universitaire en sociologie des médias et un master de commerce.
En 2014, elle reçoit une invitation pour disputer l'US Open en tant que championne NCAA. Elle perd au premier tour contre Simona Halep après avoir gagné la première manche (6-72, 6-1, 6-2).

### 2016-2017. Passage en professionnelle
Elle passe professionnelle en 2016 et atteint le top 300 en à peine quatre mois grâce à un titre à Stillwater et une finale à Macon. En 2017, elle participe à trois finales consécutives sur terre battue et s'impose à Bethany Beach. Elle en joue deux autres sur dur en novembre et en remporte une à Norman.

### 2018. Premier titre WTA 125 et entrée dans le Top 50
Elle commence l'année par un échec au troisième tour des qualifications de l'Open d'Australie en battant la Monténégrine Danka Kovinić, 117e mondiale au passage.
En janvier 2018, classée 162e mondiale, elle atteint sa première finale dans un tournoi WTA 125 à Newport Beach, après avoir battu Ajla Tomljanović en demi-finale. En finale, elle vainc en 1 h 58 la Russe Sofya Zhuk, (2-6, 6-4, 6-3) pour remporter le premier titre de sa carrière dans cette catégorie. En mars, elle parvient d'abord en quarts de finale du WTA 125 d'Indian Wells en éliminant Vera Zvonareva et la 56e mondiale Magda Linette et sort la semaine suivante lors du WTA 1000 la quatorzième mondiale Madison Keys en deux sets (6-3, 7-6). Elle s'arrête en huitièmes de finale, battue par l'Espagnole Carla Suárez Navarro. À la suite de ce tournoi, elle intègre le Top 100.
Elle poursuit sa progression lors du tournoi de Miami et crée la sensation en éliminant sa compatriote Venus Williams en quarts de finale (6-2, 6-3). Alors qu'elle est issue des qualifications et qu'elle a déjà éliminé sur son parcours Irina-Camelia Begu (6-1, 6), Coco Vandeweghe (6-3, 1-6, 6-1), Donna Vekić (4-6, 6-2, 6-1)et Mónica Puig (3-6, 6-4, 6-2), elle se qualifie alors pour la première fois pour les demi-finales d'un tournoi de catégorie Premier Mandatory, s'inclinant à ce stade contre Jeļena Ostapenko (6-7, 3-6). Collins est la première joueuse issue des qualifications à atteindre une demi-finale dans l'histoire de ce tournoi. Après un quart de finale à Monterrey, elle intègre le Top 50 et commence la saison sur terre battue.

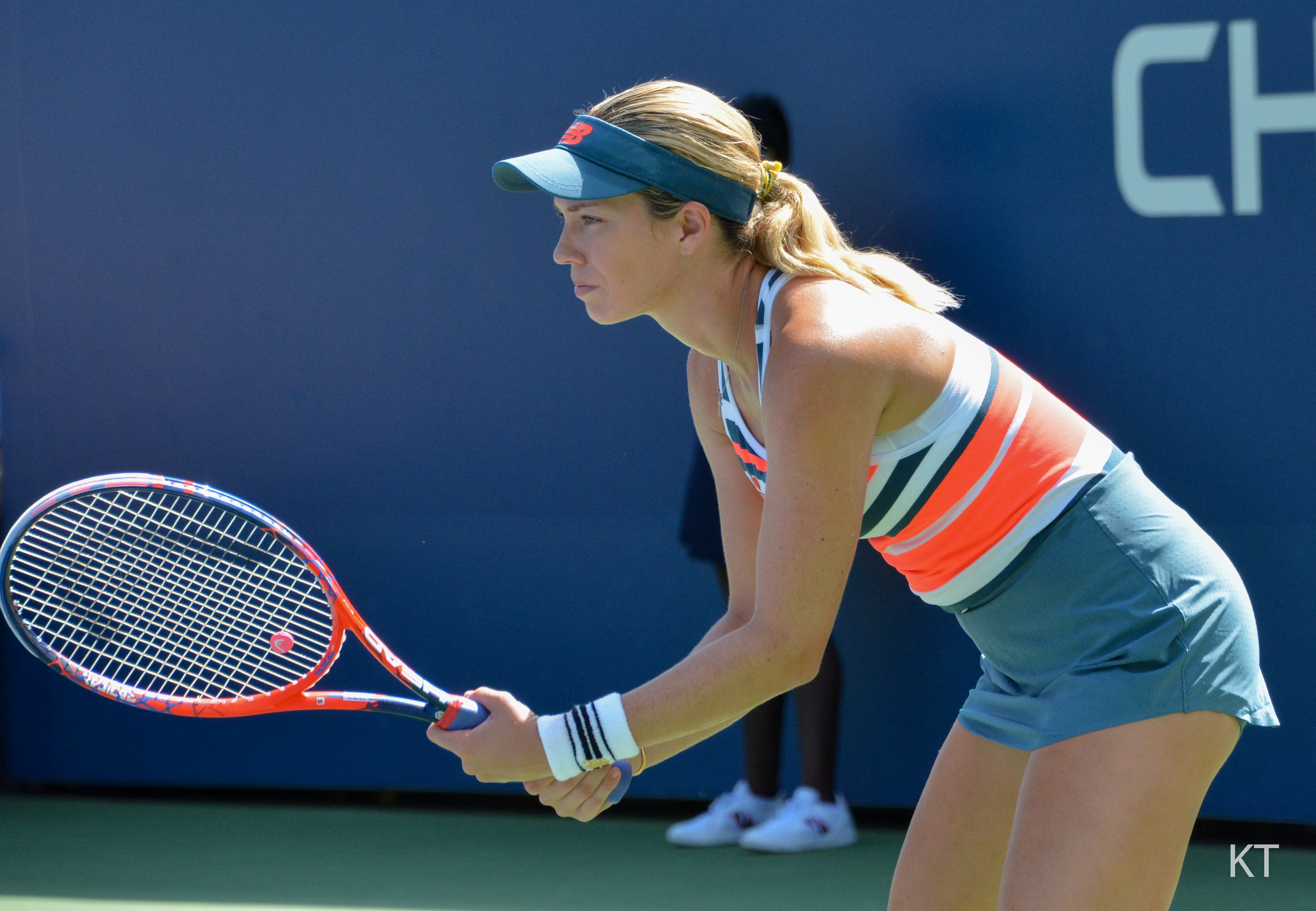
Danielle Collins à l'US Open 2018.

Elle se sort des qualifications à Madrid et Rome, battue par la spécialiste Daria Kasatkina lors de ce dernier tournoi (2-6, 3-6). Elle bat la locale Amandine Hesse à Strasbourg mais enchaîne trois défaites consécutives par la suite contre Wang Qiang au deuxième tour, à Roland Garros (qu'elle dispute pour la première fois de sa carrière) contre la numéro deux Caroline Wozniacki et à Majorque. À Eastbourne la semaine suivante, elle prend sa revanche sur Carla Suárez Navarro (6-2, 6-4) mais s'incline contre Angelique Kerber (1-6, 1-6) en huitièmes. Elle ne parvient pas à gagner son premier match en majeur début juillet à Wimbledon, sortie par Elise Mertens, quinzième au classement WTA (3-6, 2-6). Début août, elle arrive en demi-finale de San Jose en éliminant sa compatriote Danielle Lao (7-6, 6-3) et les Biélorusses Vera Lapko (6-1, 3-6, 6-1) et l'ancienne numéro une mondiale Victoria Azarenka sur abandon (6-7, 3-0 ab.). Elle s'incline à ce stade contre la Grecque María Sákkari (6-3, 5-7, 2-6). La suite de la saison sera décevante, cumulant seulement deux victoires en cinq mois et des éliminations d'entrée à Cincinnati, New Haven, l'US Open, Wuhan et Tianjin (sur abandon) et au deuxième tour à Chicago et Beijing.

### 2019. 1/2 finale surprise à l'Open d'Australie
L'Américaine commence sa saison par une défaite serrée contre la septième mondiale Petra Kvitová à Brisbane et une sortie des qualifications à Sydney (éliminée là aussi au premier tour du tableau final). Elle dispute mi-janvier le premier Open d'Australie de sa carrière et y remporte son premier match en majeur contre la 13e mondiale Julia Görges (2-6, 7-6, 6-4) après être passée près de la défaite. Elle surfe sur cette victoire et bat sa compatriote Sachia Vickery (6-3, 7-5), la Française Caroline Garcia (6-3, 6-2) et la numéro deux mondiale Angelique Kerber en ne concédant que deux jeux (6-0, 6-2) pour rejoindre les quarts de finale du tournoi à la surprise générale. Elle renverse la Russe Anastasia Pavlyuchenkova (2-6, 7-5, 6-1) pour disputer sa première demi-finale d'un tournoi du Grand Chelem et retrouver la Tchèque Petra Kvitová. Comme à Brisbane, elle s'incline (6-7, 0-6).

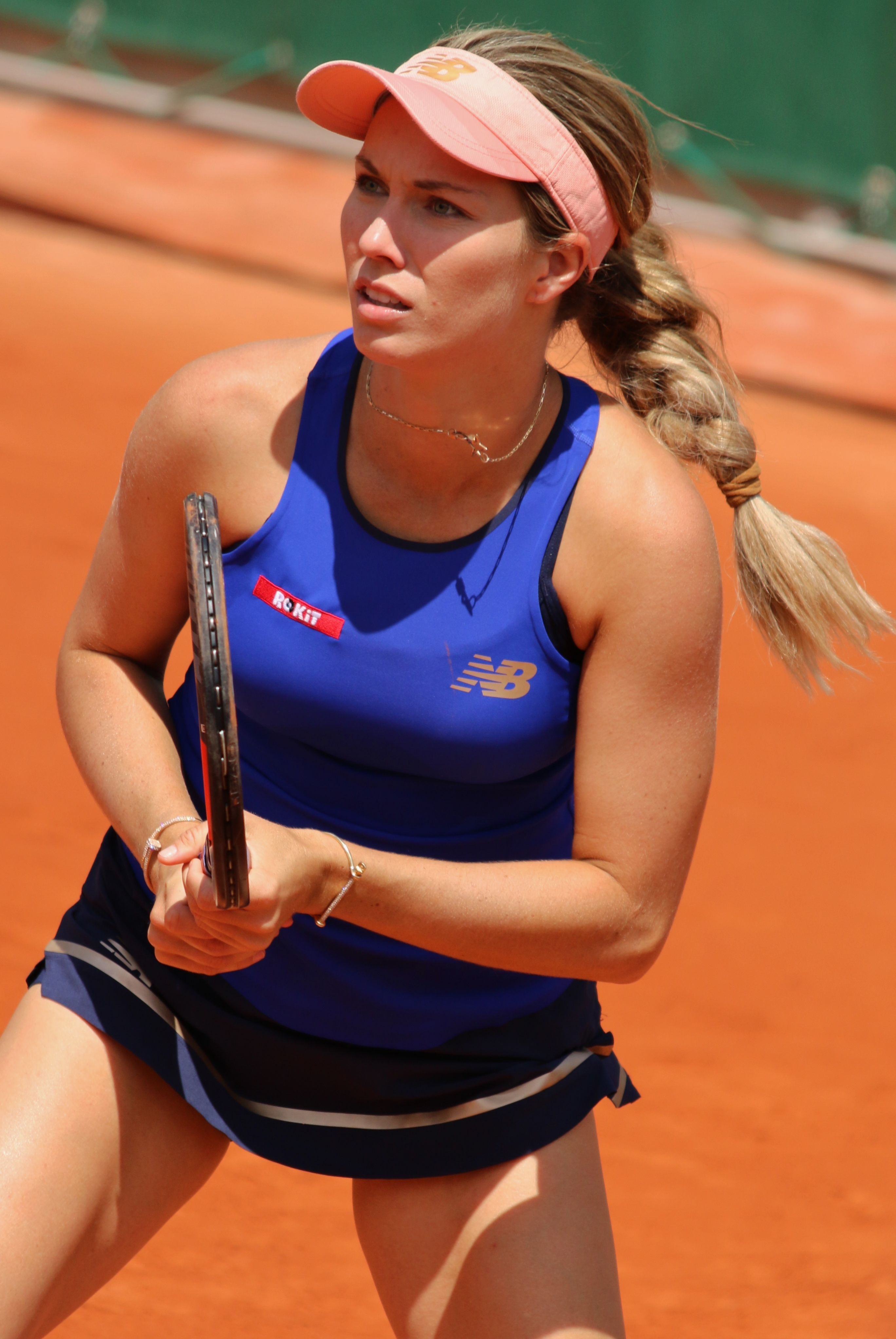
Danielle Collins à Roland Garros 2019.

Elle revient sur le circuit fin février et concède une défaite au premier tour à Acapulco contre l'ancienne numéro une Victoria Azarenka et deux défaites au second tour à Indian Wells contre la numéro un Naomi Osaka et à Cincinnati contre la Chinoise Wang Yafan. Elle atteint les quarts de finale sur la terre battue américaine de Charleston début avril.
À l'exception d'un troisième tour à Wimbledon, elle na parviendra plus à gagner deux matchs de suite sur le circuit WTA cette saison, battue d'entrée à Prague, Eastbourne, Toronto, Beijing et Houston (par la 161e mondiale Anhelina Kalinina) et au deuxième tour à Madrid, Roland Garros (défaites contre Ashleigh Barty), Rome, San Jose, Wuhan et l'US Open.
Une polyarthrite rhumatoïde lui est diagnostiquée durant cette année, une pathologie qui l'amène à subir régulièrement des douleurs articulaires.

### 2020. 1/4 à Roland Garros, six mois sans jouer
Elle commence l'année par une belle victoire à Brisbane contre l'Ukrainienne Elina Svitolina, 5e au classement WTA (6-1, 6-1). Elle parviendra en quarts de finale, battue par sa compatriote Madison Keys, et se hissera la semaine suivante en demi-finale d'Adelaïde, éliminant Aliaksandra Sasnovich et Sofia Kenin (6-3, 6-1), qui gagnera l'Open d'Australie deux semaine plus tard. Elle sort également la Suissesse Belinda Bencic, septième mondiale en quarts de finale, mais s'incline contre la numéro un Ashleigh Barty non sans opposer une belle résistance (6-3, 1-6, 6-7). Elle ne parvient pas la semaine suivante à réitérer sa performance de l'année dernière à l'Open d'Australie et s'incline dès le deuxième tour contre Yulia Putintseva. À la suite de cette contre-performance, elle est éjectée du Top 50.

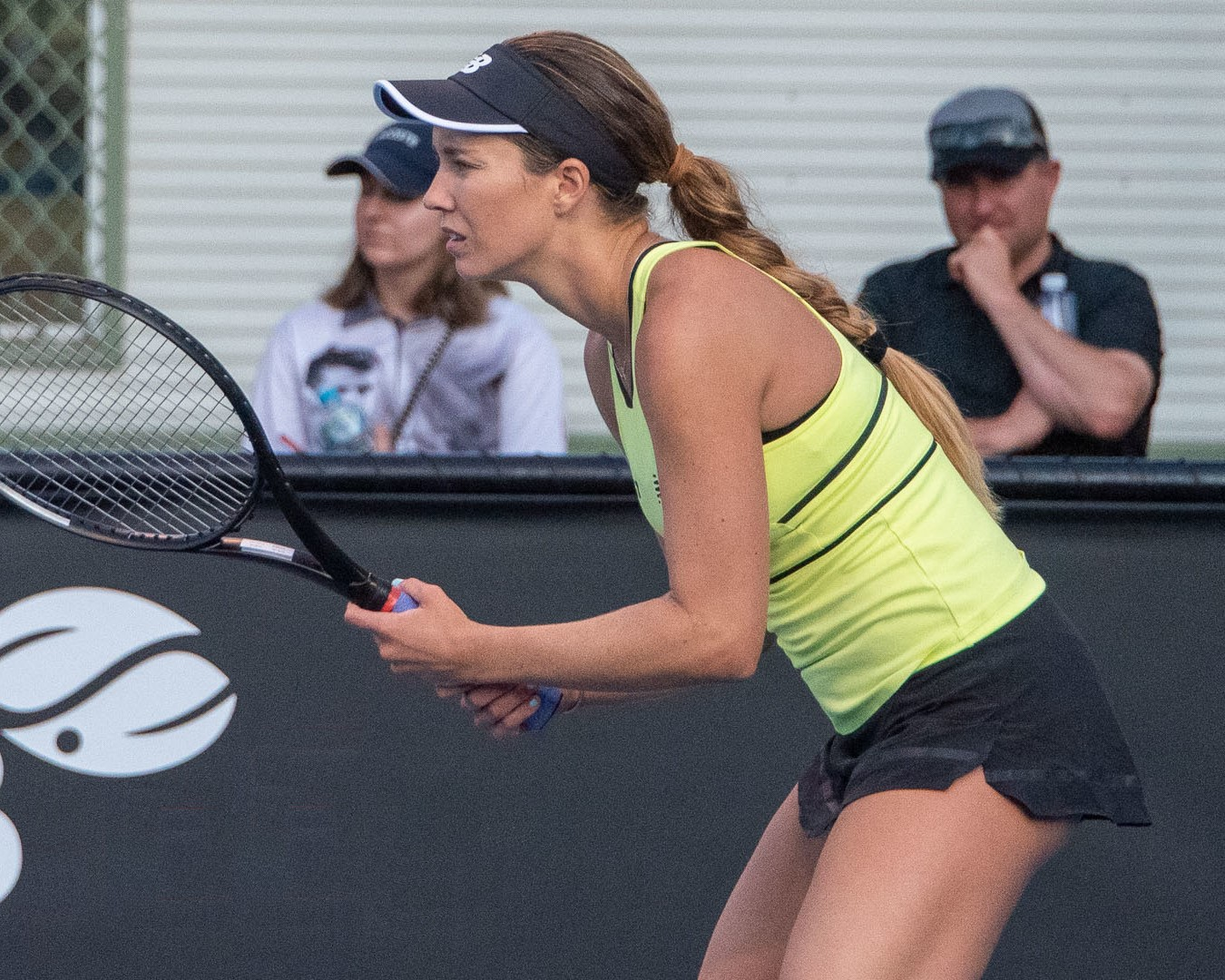
Danielle Collins à l'Open d'Australie 2020.

La pandémie de Covid-19 impactant la saison, elle doit en plus faire face à une blessure qui l'empêche de jouer jusqu'en août. Pour son retour à la compétition, elle s'incline au premier tour à New York et à l'US Open mais parvient à gagner deux matchs à Roland Garros pour la première fois contre deux qualifiées : Monica Niculescu (2-6, 6-2, 6-1) et Clara Tauson (6-2, 6-3). Elle élimine au troisième tour l'ancienne lauréate du tournoi Garbiñe Muguruza (7-5, 2-6, 6-4) pour s'offrir sa première seconde semaine Porte d'Auteuil. Elle enchaîne avec une victoire sur la Tunisienne Ons Jabeur (6-4, 4-6, 6-4) mais s'incline contre Sofia Kenin (4-6, 6-4, 0-6), désormais sixième mondiale.

### 2021. Titres à San José et Palerme
Elle commence l'année par un quart de finale à Melbourne, éliminant notamment la Tchèque Karolína Plíšková, numéro six mondiale en deux sets (7-6, 7-6). Elle tombe contre sa compatriote Serena Williams au terme d'un match se décidant au super tie-break (2-6, 6-4, 6-10).
Elle perd au deuxième tour de l'Open d'Australie, contre Karolína Plíšková qui la bat pour leur deuxième duel de l'année (5-7, 2-6).
En février, elle joue les demi-finale à Melbourne II (défaite contre Daria Kasatkina) et les quarts de finale à Adelaïde, en battant en huitièmes de finale la numéro un mondiale Ashleigh Barty (6-3, 6-4). C'est la première fois qu'elle bat une numéro une mondiale et la seule victoire de sa carrière contre l'Australienne. Elle est néanmoins contrainte de se retirer contre Iga Świątek.
Elle dispute et atteint en mars le deuxième tour à Miamo, s'inclinant contre Veronika Kudermetova.
En avril 2021, elle subit une opération de l’endométriose puis une réeducation qui la tiennent éloignée des courts pendant sept semaines.
Elle reprend la compétition fin mai, à Roland Garros. Elle atteint le troisième tour, s'inclinant de nouveau contre Serena Williams (4-6, 0-6), puis le deuxième tour à Wimbledon, éliminée par Viktorija Golubic.
Elle monte en puissance les semaines suivantes en disputant d'abord les quarts de finale à Hamburg, puis les demi-finales à Budapest (contrainte à l'abandon après une blessure au bras droit).
En juillet, elle remporte le WTA 250 de Palerme en s'imposant contre Katharina Gerlach, Maddison Inglis, Astra Sharma, Zhang Shuai et Elena-Gabriela Ruse en finale, en ne perdant aucun set durant le tournoi. C'est le premier WTA 250 de sa carrière qu'elle emporte ainsi que son premier tournoi sur terre battue.
Début août, elle enchaîne avec un nouveau titre à San Jose, écartant de sa route Shelby Rogers, Sloane Stephens, Elena Rybakina, la qualifiée Ana Konjuh et la Russe Daria Kasatkina en finale (6-3, 6-7, 6-1). Sa série de 12 victoires s'arrête à Montreal contre sa compatriote Jessica Pegula en huitièmes de finale (4-6, 6-3, 5-7). Elle avait auparavant écarté la Roumaine Simona Halep.
Elle tombe au premier tour de Cincinnati contre sa compatriote Shelby Rogers, avec son troisième abandon de l'année. Elle parvient ensuite aux troisièmes tours de l'US Open (son meilleur résultat à New York), et d'Indian Wells, éliminée par Ons Jabeur. Elle atteint également les quarts de finale à Chicago, éliminant la Belge Elise Mertens et tombant contre Markéta Vondroušová.
Elle termine son année par une demi-finale à Linz, contrainte à un quatrième abandon de l'année contre Alison Riske.

### 2022. Finale à l'Open d'Australie, entrée dans le Top 10 et 1/2 finale en double à Wimbledon
L'Open d'Australie est son premier tournoi de l'année. Elle élimine d'abord la qualifiée et compatriote, Américaine Caroline Dolehide (6-1, 6-3), puis la Croate Ana Konjuh (6-4, 6-3) et Clara Tauson en trois sets serrés (4-6, 6-4, 7-5). Elle affronte en huitièmes de finale la Belge Elise Mertens, ancienne demi-finaliste, et ressort d'un duel à nouveau serré (4-6, 6-4, 6-4), en 2 h 51 de jeu. En quart de finale se dresse contre elle la Française Alizé Cornet, 61e mondiale et novice à ce stade de la compétition. Elle s'impose (7-5, 6-1) et parvient en demi-finale où elle affronte la no 9 mondiale, Iga Świątek. En 1 h 18, elle s'en sort (6-4, 6-1) et rejoint sa première finale de Grand Chelem. Elle dispute la finale contre l'Australienne Ashleigh Barty, numéro une mondiale et soutenue par le public australien. En quatre confrontations, elle n'a disposé de l'Australienne qu'une seule fois. Elle s'incline en deux sets (3-6, 62-7) en 1 h 27 de jeu,. Malgré sa défaite en finale contre la numéro 1 mondiale, l’Américaine apparaît pour la première fois de sa vie dans le Top 10 à la 10e place mondiale.
Quelques mois après, l'Australienne prononcera sa retraite, et elle devient donc la dernière joueuse à l'avoir affronté.

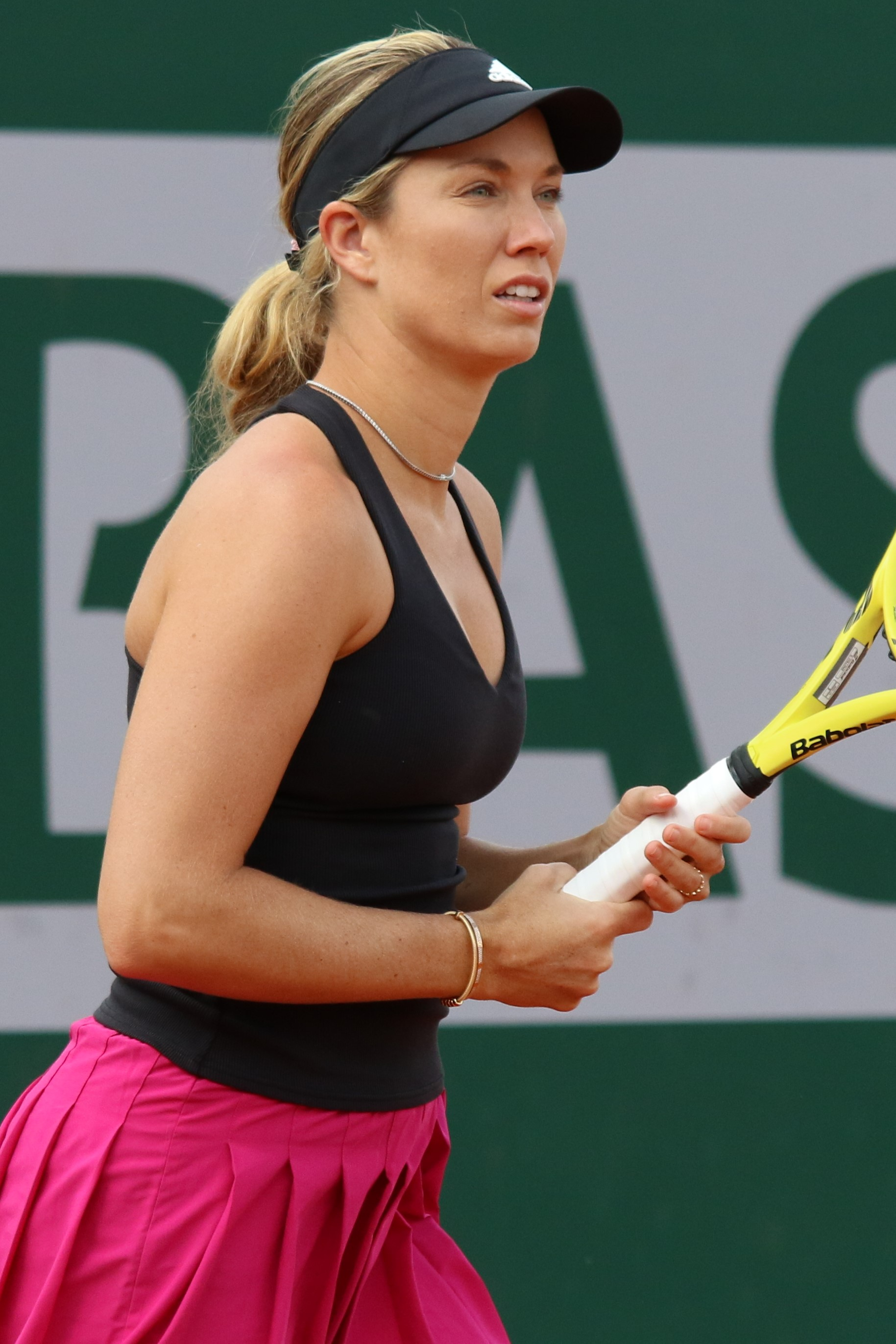
Danielle Collins à Roland-Garros 2022.

Elle dispute et abandonne au premier tour du tournoi de Dubaï contre Markéta Vondroušová. Un mois après, elle atteint les quarts de finale du WTA 1000 de Miami en battant notamment Ons Jabeur, 10e mondiale (6-2, 6-4). Elle s'incline contre la Japonaise Naomi Osaka, ancienne numéro une mondiale en deux sets secs (2-6, 1-6).
Les mois suivants sont plus difficiles, elle remporte trois victoires en trois mois, s'inclinant au deuxième tour des tournois de Madrid et Rome, en battant néanmoins durant ce dernier la Roumaine Simona Halep, ancienne vainqueur de Roland Garros et ancienne numéro une mondiale. Elle s'incline au deuxième tour du tournoi de Roland-Garros contre sa compatriote Shelby Rogers (4-6, 3-6).
Elle dispute et perd aux premiers tours de Wimbledon contre la Tchèque Marie Bouzková et de Lausanne contre la wild-card locale Simona Waltert (7-65, 3-6, 66-7), 154e mondiale. En juillet, elle atteint son meilleur classement en simple en carrière avec une septième place mondiale. Elle est également numéro 1 américaine.
Elle est contrainte au repos durant près d'un mois à cause d'une blessure au cou. Fin août, elle remporte ses trois premiers match dans le dernier Grand Chelem de la saison, l'US Open, contre l'ancienne numéro une mondiale Naomi Osaka (7-65, 6-3), l'Espagnole Cristina Bucșa (6-2, 7-5) et la Française Alizé Cornet (6-4, 7-69). Elle atteint pour la première fois de sa carrière la deuxième semaine à New York et perd ses premiers sets contre la Bélarusse Aryna Sabalenka (6-3, 3-6, 2-6).
Elle joue plus d'un mois après à San Diego et parvient en demi-finale en éliminant deux joueuses du Top 10 lors de ce tournoi pour la première fois de sa carrière : Caroline Garcia (6-2, 7-64) au premier tour et l'Espagnole Paula Badosa, numéro quatre mondiale (7-65, 6-4) en quarts. Elle s'incline contre la surprise et qualifiée Donna Vekić dans un duel serré (4-6, 6-4, 62-7). Elle bat la semaine suivante à Guadalajara deux qualifiées, Caroline Dolehide et Magdalena Frech mais s'incline contre la numéro six mondiale María Sákkari (7-5, 3-6, 3-6), future finaliste.

### 2023. Quart de finale à l'Open du Canada
Elle commence l'année par une défaite à Adélaïde 1 contre la gagnante du dernier Wimbledon Elena Rybakina (7-5, 2-6, 3-6), puis aligne deux victoires contre l'ancienne numéro une mondiale Karolína Plíšková et la qualifiée Suisse Jil Teichmann, mais s'incline en quarts de finale contre la Top 10 Veronika Kudermetova (6-4, 6-7, 1-6) à Adelaïde 2.
Attendue à l'Open d'Australie où elle a une demi-finale à défendre, elle se défait avec difficultés de la Russe Anna Kalinskaya (7-5, 5-7, 6-4) et de la Tchèque Karolína Muchová (6-7, 6-2, 7-6). Elle est néanmoins battue au troisième tour par la dernière vainqueur de Wimbledon, la Kazakh Elena Rybakina (2-6, 7-5, 2-6), qui sera finaliste du Grand Chelem. Elle sort du Top 40 à l'issue du tournoi et reprend le circuit en février à Abu Dhabi où elle est éliminée d'entrée par la Lettone Jeļena Ostapenko (5-7, 6-1, 5-7). Elle est également battue dès le premier tour à Dubaï pour sa première participation au WTA 1000 par la jeune invitée Tchèque Linda Fruhvirtová (3-6, 4-6) et au second tour de Doha par la numéro une mondiale Iga Świątek, vainqueur de l'US Open en fin de saison dernière en ne gagnant qu'un jeu (0-6, 1-6), ayant sorti auparavant la qualifiée Elise Mertens (6-4, 7-6). Elle réussit un bon tournoi lors de la tournée américaine en effaçant Magdalena Fręch (6-7, 6-2, 6-4) puis plus facilement Caty McNally (6-1, 6-1) à Austin. Elle remporte un nouveau match renversant contre la Russe Anna Kalinskaya (3-6, 6-2, 6-1) et est sortie en demi par l'Ukrainienne Marta Kostyuk (4-6, 3-6).

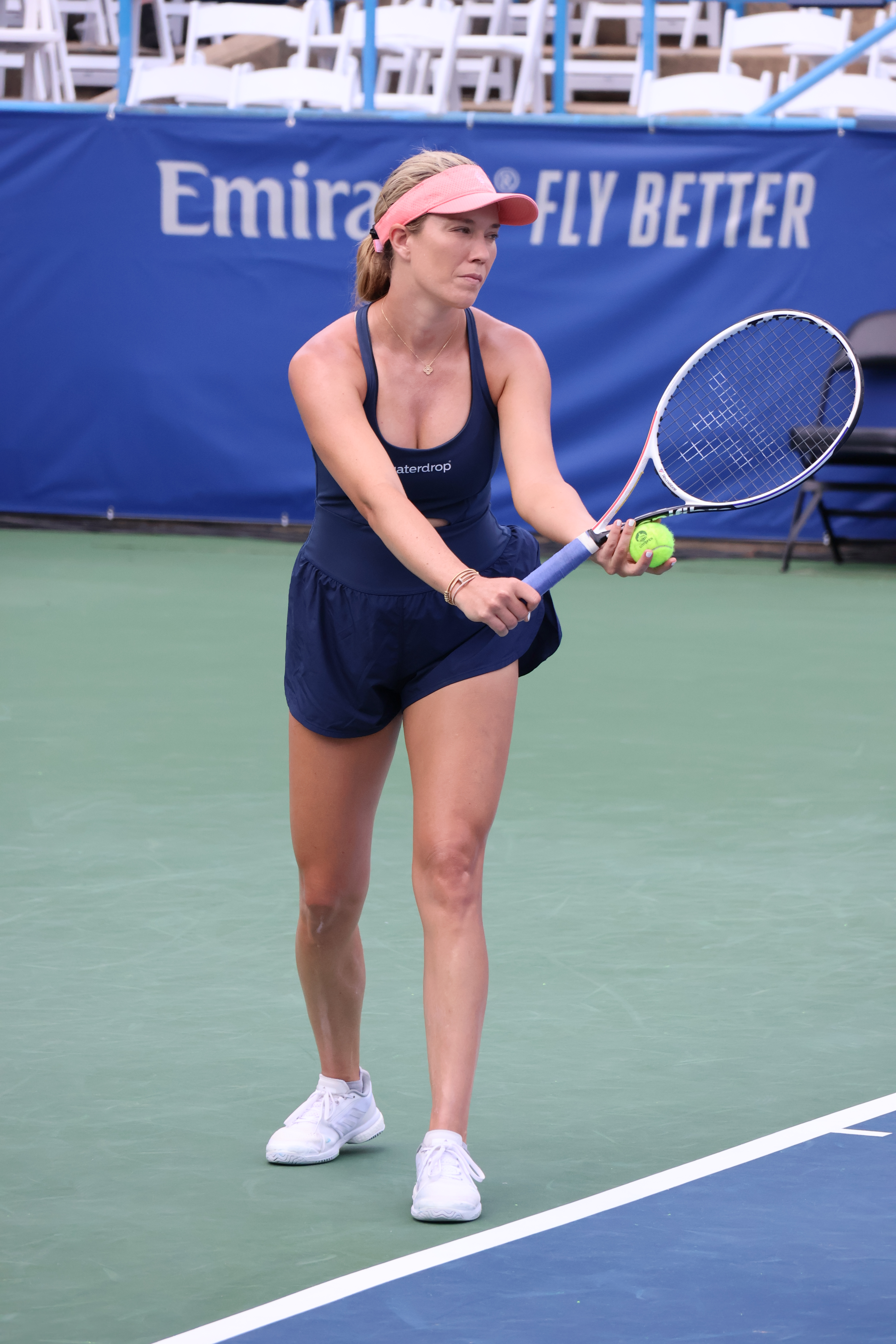
Danielle Collins au tournoi de Washington 2023.

Les mois suivants sont difficiles avec plusieurs défaites au premier tour à Indian Wells, Charleston (où elle remporte néanmoins le tournoi en doubles), Roland Garros (battue pour la cinquième fois en autant de confrontations par sa compatriote Jessica Pegula, numéro trois mondiale) et Washington et au second tour à Miami (là aussi par Jessica Pegula) et Wimbledon (éliminée de justesse par la Suissesse Belinda Bencic).
Mi-août, elle réussit un bon parcours à l'Open du Canada en sortant des qualifications et où malgré un tableau difficile, elle élimine Elina Svitolina, demi-finaliste à Wimbledon quelques semaines plus tôt (6-2, 6-2), puis la Grecque María Sákkari, neuvième (6-4, 6-2), finaliste à Washington quelques jours plus tôt et la locale Leylah Fernandez, ayant l'appui de public (6-2, 6-3). Elle sort en quarts de finale un bon match contre la numéro une mondiale Iga Świątek, mais est contrainte à la défaite (3-6, 6-4, 2-6). Elle retrouve la Polonaise pour la troisième fois de la saison au second tour de Cincinnati où elle subit une sévère défaite (1-6, 0-6) et prend sa revanche sur Linda Fruhvirtová à l'US Open, ne lui laissant que deux jeux (6-2, 6-0). Elle tombe au match suivant, battue par la Belge Elise Mertens, qui prend elle aussi sa revanche (6-3, 6-7, 1-6).
Un mois plus tard, elle sort à San Diego sa compatriote qualifiée Louisa Chirico (7-5, 6-0) puis Jeļena Ostapenko, récente quart de finaliste à l'US Open (2-6, 6-3, 6-4) et la Française Caroline Garcia, tête de série numéro deux (6-2, 6-3). Arrivée en demi-finale, elle est renversée par la Tchèque Barbora Krejčíková (6-3, 5-7, 2-6), qu'elle rencontre pour la première fois et qui l'empêche de jouer sa première finale de l'année. Elle termine son année par un abandon au premier tour de Guadalajara contre Sachia Vickery (6-7, ab.).

### 2024. Premier titre en WTA 1000 à Miami
Elle commence la saison 2024 par une élimination de justesse au deuxième tour de Brisbane contre la Chinoise Zhu Lin (6-1, 3-6, 6-7), n'ayant pas réussi à convertir une balle de match et une autre plus sèche concédée contre la Belge Elise Mertens (2-6, 3-6), future finaliste à Hobart. Battue au second tour de l'Open d'Australie par Iga Świątek (4-6, 6-3, 4-6), numéro une mondiale et vainqueur en fin de saison passée du Masters, elle annonce que cette saison sera la dernière qu'elle disputera. Elle sort des qualifications à Abou Dhabi et passe le premier tour contre l'ancienne numéro une invitée Naomi Osaka (7-5, 6-0) avant de prendre un set à la numéro cinq Elena Rybakina (6-4, 3-6, 3-6), vainqueur du tournoi aux Emirats Arabes Unis quelques jours plus tard.
Mi-février, elle s'extirpe des qualifications à Doha puis sort la Russe ancienne Top 10 Veronika Kudermetova (7-5, 6-3) pour son premier WTA 1000 de l'année. Elle écarte ensuite deux Tchèques, Marie Bouzková (6-4, 7-5) et Kateřina Siniaková (6-4, 6-3) tombeuse au tour précédent de la jeune numéro trois mondiale Coco Gauff. Dans un quart de finale surprise contre Anastasia Pavlyuchenkova, elle s'incline en deux sets (5-7, 4-6). Elle s'envole pour les Etats-Unis et bat deux joueuses hors du Top 100 à Austin, la qualifiée Olivia Gadecki (7-5, 6-3) et l'invitée Katie Volynets (4-6, 7-6, 6-0) qui s'effondre totalement, avant d'abandonner contre la Chinoise Wang Xiyu après la perte de la première manche (2-6 ab.).  Elle sort Erika Andreeva, l'aînée des deux sœurs Andreeva en deux jeux décisifs à Indian Wells mais n'en gagne que trois contre Iga Świątek, la Polonaise l'éliminant pour la deuxième fois de la saison (3-6, 0-6) et remportant le titre quelques jours plus tard.
Elle joue fin mars le tournoi de Miami et le commence en renversant sa compatriote qualifiée Bernarda Pera (3-6, 6-1, 6-1). Bénéficiant d'un tableau ouvert, elle écarte les Russes Anastasia Potapova (6-2, 6-2) et Elina Avanesyan (6-1, 6-2), tombeuse de la numéro six mondiale Ons Jabeur au tour précédent. Elle affronte la Roumaine Sorana Cîrstea en huitièmes de finale qu'elle sort toujours en deux manches (6-3, 6-2) puis joue la Française Caroline Garcia en quarts de finale du tournoi californien, tombeuse de la numéro trois mondiale Coco Gauff quelques jours auparavant. Elle remporte le match sur le même score et parvient pour la première fois en demi-finale d'un WTA 1000 depuis six saisons, l'unique précédent ayant eu lieu également à Miami. Face à elle se dresse Ekaterina Alexandrova, une troisième Russe qui a fait sensation en éliminant Iga Świątek et la cinquième joueuse mondiale Jessica Pegula, mais qui dispute sa première demi-finale dans cette catégorie de tournoi. Elle s'impose toujours sur le même score (6-3, 6-2) et parvient à rejoindre la finale, sa première en WTA 1000. Son adversaire est Elena Rybakina, quatrième joueuse mondiale, qui a dépensé beaucoup d'énergie pour aller jusqu'en finale et qui dispute sa seconde finale ici-même (défaite l'année passée contre Petra Kvitová). Elle réussit un match brillant où elle efface dix des onze balles de break que se procure son adversaire et gagne à trente ans le plus beau titre de sa carrière (7-5, 6-3). Cette victoire lui permet d'être classée 22e joueuse mondiale, soit une progression de 31 places grâce à ce tournoi. Collins enchaîne par une victoire au tournoi WTA 500 de Charleston. Non tête de série, elle sort d'entrée l'ancienne numéro deux mondiale Paula Badosa (6-1, 6-4), puis la Tunisienne Ons Jabeur, sixième au classement WTA (6-3, 1-6, 6-3) contre qui elle perdra son unique set de la semaine. Il s'agit alors de sa première victoire en carrière sur une Top 10 sur terre battue. Elle ne laisse que quatre jeux à sa compatriote ancienne numéro trois Sloane Stephens (6-2, 6-2) puis sort la Belge Elise Mertens (6-3, 6-4) en quarts de finale. Elle élimine également pour la première fois de sa carrière une deuxième Top 10 dans le même tournoi grâce à sa victoire sur la Grecque María Sákkari, finaliste à Indian Wells quelques semaines plus tôt (6-3, 6-3). Jouant la Russe spécialiste de la surface Daria Kasatkina, elle ne rencontre pas de difficulté (6-2, 6-1) pour remporter son quatrième titre de sa carrière et enchaîner sa treizième victoire consécutive. Première joueuse depuis Serena Williams en 2013 à réussir la double victoire consécutive Miami/Charleston, Collins progresse à la 15e place mondiale.
Elle revient sur le circuit fin avril pour le tournoi de Madrid où elle se sort de match laborieux contre les qualifiées Olga Danilović (4-6, 6-4, 7-6), la Serbe passant à deux points du match, et Jaqueline Cristian (3-6, 6-4, 6-1). Opposée à la numéro deux mondiale Aryna Sabalenka, tenante du titre et vainqueur en début d'année de l'Open d'Australie, elle s'incline malgré le gain du premier set pour la cinquième fois en autant de confrontations contre la Biélorusse (6-4, 4-6, 3-6), qui met ainsi fin à sa série de quinze succès consécutifs. Elle franchit pour la première fois le troisième tour à Rome en profitant de l'abandon d'Anna Blinkova (6-4 ab.) et en éliminant de nouveau l'ancienne numéro quatre mondiale Caroline Garcia (6-3, 6-3). Profitant d'un tableau ouvert, elle sort facilement la Roumaine Irina-Camelia Begu (6-0, 6-3) et l'ancienne numéro une Victoria Azarenka (6-4, 6-3) pour jouer pour la première fois les demi-finale du tournoi. Elle retrouve comme à Madrid Aryna Sabalenka et perd une nouvelle fois contre la numéro deux mondiale (5-7, 2-6).
Elle ne trouve pas de difficulté à s'imposer devant Kateřina Siniaková (6-1, 6-2) et la locale Clara Burel (6-1, 6-3) à Strasbourg. Elle bat l'Ukrainienne Anhelina Kalinina (7-6, 6-2) en demi-finale pour jouer sa troisième finale de la saison et affronter sa compatriote Madison Keys qui ne lui laisse que trois jeux (1-6, 2-6). À Roland-Garros, elle est battue comme lors de ses trois derniers Majeurs au deuxième tour par la qualifiée Olga Danilović, qui prend sa revanche de Madrid, en trois sets alors qu'elle a remporté la première manche et a mené 5-3 dans la deuxième (7-6, 5-7, 4-6) après avoir éliminé sa compatriote Caroline Dolehide (6-3, 6-4). À Wimbledon, elle remporte ses trois premiers tours en deux sets avant d'être dominée pour son premier huitième de finale par la Tchèque Barbora Krejčíková (7-5, 6-3), ancienne numéro deux mondiale et future vainqueur surprise. Elle s'était défaite sur les matchs précédents de la Danoise Clara Tauson (6-3, 7-6), de la qualifiée Hongroise Dalma Gálfi (6-3, 6-4) et surtout de la Brésilienne Beatriz Haddad Maia (6-4, 6-4). Elle retourne sur terre pour y disputer les Jeux Olympiques, à Paris. Profitant de l'abandon de l'Allemande Laura Siegemund (6-3, 2-0 ab.), elle sort vainqueur de combats en trois sets contre l'ancienne numéro une Caroline Wozniacki (6-3, 4-6, 6-3) ainsi que la terrienne Camila Osorio (6-0, 4-6, 6-3) et prend part aux quarts de finale. Retrouvant Iga Świątek, qui a remporté les trois derniers Roland Garros et principale favorite à une médaille d'or, elle cède pour la troisième fois de la saison contre la Polonaise (1-6, 6-2, 1-4 ab.), s'arrêtant en quarts de finale. Cet abandon met un coup d'arrêt à sa saison.
Elle reprend au Mexique et déçoit avec une élimination d'entrée à Monterrey contre la jeune Russe Erika Andreeva (6-1, 3-6, 3-6), revancharde. Lors de l'US Open, elle est battue dès le premier tour en simple par sa compatriote Caroline Dolehide (1-6, 7-5, 6-4) et subit une quatrième défaite consécutive à Guadalajara contre la qualifiée et future finaliste surprise Olivia Gadecki, 152e joueuse mondiale (3-6, 3-6). En octobre, elle revient sur sa décision d'arrêter sa carrière et annonce être présente sur le circuit WTA en 2025.

### 2025
Elle débute l'année par une défaite contre l'ancienne numéro deux mondiale Ons Jabeur (6-7, 2-6) au premier tour d'Adélaïde, concédant sa première défaite contre la Tunisienne depuis trois ans. Elle vainc sa première adversaire de la saison à l'Open d'Australie en la personne de la qualifiée Ukrainienne Daria Snigur (7-6, 6-3) avant d'enchaîner contre une seconde qualifiée Destanee Aiava (7-6, 4-6, 6-2). Elle est battue au troisième tour par sa compatriote Madison Keys, vainqueur récente à Adélaïde (4-6, 4-6), puis renverse en février une situation mal embarquée contre une autre Américaine, Hailey Baptiste (5-7, 6-2, 6-4) avant de se voir sortie par l'ancienne numéro trois Elina Svitolina (2-6, 4-6) à Indian Wells. Tenante du titre à Miami, elle remporte ses deux premiers tours contre la Roumaine Sorana Cîrstea (6-4, 7-6) et la qualifiée Espagnole Rebeka Masarova (6-4, 3-6, 6-3) avant de subir une septième défaite en autant de rencontres contre la numéro une Aryna Sabalenka, vainqueur du dernier US Open et finaliste à l'Open d'Australie (4-6, 4-6). Cette défaite l'éjecte hors du Top 20.
Elle sort en mai deux anciennes Top 10 sur terre battue, sa compatriote Sofia Kenin (6-1, 1-6, 6-2), ancienne finaliste à Roland Garros et l'invitée Emma Raducanu (4-6, 6-1, 6-3) avant de profiter du forfait d'Anna Kalinskaya en quarts. Elle manque l'occasion de disputer sa première finale de la saison contre une autre Russe, Liudmila Samsonova (4-6, 2-6) qui s'offre le droit de jouer sa première finale sur terre en carrière.

## Palmarès

### Titres en simple dames
| No | Date       | Nom et lieu du tournoi                 | Catégorie | Dotation    | Surface      | Finaliste           | Score           |          |
| -- | ---------- | -------------------------------------- | --------- | ----------- | ------------ | ------------------- | --------------- | -------- |
| 1  | 19-07-2021 | 32° Palermo Ladies Open, Palerme       | WTA 250   | 235 238 $   | Terre (ext.) | Elena-Gabriela Ruse | 6-4, 6-2        | Parcours |
| 2  | 02-08-2021 | Silicon Valley Classic, San José       | WTA 500   | 565 530 $   | Dur (ext.)   | Daria Kasatkina     | 6-3, 610-7, 6-1 | Parcours |
| 3  | 19-03-2024 | Miami Open presented by Itaú, Miami    | WTA 1000  | 8 770 480 $ | Dur (ext.)   | Elena Rybakina      | 7-5, 6-3        | Parcours |
| 4  | 01-04-2024 | Credit One Charleston Open, Charleston | WTA 500   | 922 573 $   | Terre (ext.) | Daria Kasatkina     | 6-2, 6-1        | Parcours |

### Finales en simple dames
| No | Date       | Nom et lieu du tournoi                   | Catégorie | Dotation  | Surface      | Vainqueure     | Score     |          |
| -- | ---------- | ---------------------------------------- | --------- | --------- | ------------ | -------------- | --------- | -------- |
| 1  | 17-01-2022 | Australian Open, Melbourne               | G. Chelem | NC        | Dur (ext.)   | Ashleigh Barty | 6-3, 7-62 | Parcours |
| 2  | 19-05-2024 | Internationaux de Strasbourg, Strasbourg | WTA 500   | 922 573 $ | Terre (ext.) | Madison Keys   | 6-1, 6-2  | Parcours |

### Titre en double dames
| No | Date       | Nom et lieu du tournoi                | Catégorie | Dotation  | Surface      | Partenaire       | Finalistes                   | Score             |          |
| -- | ---------- | ------------------------------------- | --------- | --------- | ------------ | ---------------- | ---------------------------- | ----------------- | -------- |
| 1  | 03-04-2023 | Credit One Charleston Open Charleston | WTA 500   | 780 637 $ | Terre (ext.) | Desirae Krawczyk | Giuliana Olmos Ena Shibahara | 0-6, 6-4, [14-12] | Parcours |

### Finale en double dames
| No | Date       | Nom et lieu du tournoi              | Catégorie | Dotation  | Surface    | Vainqueures                           | Partenaire      | Score    |          |
| -- | ---------- | ----------------------------------- | --------- | --------- | ---------- | ------------------------------------- | --------------- | -------- | -------- |
| 1  | 11-09-2023 | Cymbiotika San Diego Open San Diego | WTA 500   | 780 637 $ | Dur (ext.) | Kateřina Siniaková Barbora Krejčíková | Coco Vandeweghe | 6-1, 6-4 | Parcours |

### Titre en simple en WTA 125
| No | Date       | Nom et lieu du tournoi                  | Catégorie | Dotation  | Surface    | Finaliste  | Score         |          |
| -- | ---------- | --------------------------------------- | --------- | --------- | ---------- | ---------- | ------------- | -------- |
| 1  | 22-01-2018 | Oracle Challenger Series, Newport Beach | WTA 125   | 150 000 $ | Dur (ext.) | Sofya Zhuk | 2-6, 6-4, 6-3 | Parcours |

## Parcours en Grand Chelem

### Finale (1)
| Année | Tournoi          | Adversaire en finale | Score     |
| 2022  | Open d'Australie | Ashleigh Barty       | 3-6, 62-7 |

### En simple dames
| Année | Open d'Australie | Open d'Australie  | Internationaux de France | Internationaux de France | Wimbledon       | Wimbledon          | US Open         | US Open           |
| ----- | ---------------- | ----------------- | ------------------------ | ------------------------ | --------------- | ------------------ | --------------- | ----------------- |
| 2014  | —                | —                 | —                        | —                        | —               | —                  | 1er tour (1/64) | Simona Halep      |
|       |                  |                   |                          |                          |                 |                    |                 |                   |
| 2016  | —                | —                 | —                        | —                        | —               | —                  | 1er tour (1/64) | Evgeniya Rodina   |
| 2017  | —                | —                 | —                        | —                        | Q1              | Rebecca Šramková   | Q1              | Katie Boulter     |
| 2018  | Q3               | Denisa Allertová  | 1er tour (1/64)          | Caroline Wozniacki       | 1er tour (1/64) | Elise Mertens      | 1er tour (1/64) | Aryna Sabalenka   |
| 2019  | 1/2 finale       | Petra Kvitová     | 2e tour (1/32)           | Ashleigh Barty           | 3e tour (1/16)  | Petra Martić       | 2e tour (1/32)  | C. Wozniacki      |
| 2020  | 2e tour (1/32)   | Yulia Putintseva  | 1/4 de finale            | Sofia Kenin              | Annulé          | Annulé             | 1er tour (1/64) | Anett Kontaveit   |
| 2021  | 2e tour (1/32)   | Karolína Plíšková | 3e tour (1/16)           | Serena Williams          | 2e tour (1/32)  | Viktorija Golubic  | 3e tour (1/16)  | Aryna Sabalenka   |
| 2022  | Finale           | Ashleigh Barty    | 2e tour (1/32)           | Shelby Rogers            | 1er tour (1/64) | Marie Bouzková     | 1/8 de finale   | Aryna Sabalenka   |
| 2023  | 3e tour (1/16)   | Elena Rybakina    | 1er tour (1/64)          | Jessica Pegula           | 2e tour (1/32)  | Belinda Bencic     | 2e tour (1/32)  | Elise Mertens     |
| 2024  | 2e tour (1/32)   | Iga Świątek       | 2e tour (1/32)           | Olga Danilović           | 1/8 de finale   | Barbora Krejčíková | 1er tour (1/64) | Caroline Dolehide |
| 2025  | 3e tour (1/16)   | Madison Keys      | 2e tour (1/32)           | Olga Danilović           | 3e tour (1/16)  | Iga Świątek        |                 |                   |

N.B. : à droite du résultat se trouve le nom de l'ultime adversaire.

### En double dames
| Année | Open d'Australie                                                                         | Open d'Australie                                                                            | Internationaux de France                                                                 | Internationaux de France                                                        | Wimbledon                                                                             | Wimbledon                                                                            | US Open | US Open |
| ----- | ---------------------------------------------------------------------------------------- | ------------------------------------------------------------------------------------------- | ---------------------------------------------------------------------------------------- | ------------------------------------------------------------------------------- | ------------------------------------------------------------------------------------- | ------------------------------------------------------------------------------------ | ------- | ------- |
| 2018  | —                                                                                        | —                                                                                           | —                                                                                        | —                                                                               | 1er tour (1/32) J. Moore \|\| style="text-align:left;" \| V. Kudermetova A. Sabalenka | 2e tour (1/16) N. Broady \|\| style="text-align:left;" \| T. Bacsinszky V. Zvonareva |         |         |
| 2019  | 1er tour (1/32) A. Anisimova \|\| style="text-align:left;" \| R. Atawo K. Srebotnik      | 2e tour (1/16) S. Santamaria \|\| style="text-align:left;" \| S. Stosur Zhang S.            | 1/4 de finale B. Mattek-Sands \|\| style="text-align:left;" \| G. Dabrowski Xu Y.        | 1/8 de finale E. Perez \|\| style="text-align:left;" \| V. Kužmová A. Sasnovich |                                                                                       |                                                                                      |         |         |
| 2020  | 2e tour (1/16) A. Rosolska \|\| Forfait                                                  | —                                                                                           | —                                                                                        | Annulé                                                                          | Annulé                                                                                | —                                                                                    | —       |         |
| 2021  | —                                                                                        | —                                                                                           | 1er tour (1/32) M. Brengle \|\| style="text-align:left;" \| D. Jurak A. Klepač           | —                                                                               | —                                                                                     | —                                                                                    | —       |         |
| 2022  | 1/8 de finale D. Krawczyk \|\| style="text-align:left;" \| B. Krejčíková K. Siniaková    | 1er tour (1/32) Y. Putintseva \|\| style="text-align:left;" \| M. Niculescu A. Van Uytvanck | 1/2 finale D. Krawczyk \|\| style="text-align:left;" \| E. Mertens Zhang S.              | —                                                                               | —                                                                                     |                                                                                      |         |         |
| 2023  | 1er tour (1/32) H. Watson \|\| style="text-align:left;" \| M. Kostyuk E.G. Ruse          | 1er tour (1/32) E. Navarro \|\| style="text-align:left;" \| S. Hunter E. Mertens            | 1er tour (1/32) A. Riske-Amritraj \|\| style="text-align:left;" \| A. Bogdan J. Cristian | 2e tour (1/16) N. Kichenok \|\| style="text-align:left;" \| T. Maria A. Rus     |                                                                                       |                                                                                      |         |         |
| 2024  | 1er tour (1/32) N. Kichenok \|\| style="text-align:left;" \| E. Avanesyan I. Shymanovich | —                                                                                           | —                                                                                        | —                                                                               | —                                                                                     | —                                                                                    | —       |         |
| 2025  | 1er tour (1/32) D. Krawczyk \|\| style="text-align:left;" \| G. Dabrowski E. Routliffe   |                                                                                             |                                                                                          |                                                                                 |                                                                                       |                                                                                      |         |         |

N.B. : le nom de la partenaire se trouve sous le résultat ; les noms des ultimes adversaires se trouvent à droite.

### En double mixte
| Année | Open d'Australie                                                                | Open d'Australie | Internationaux de France | Internationaux de France | Wimbledon | Wimbledon                                                                       | US Open                                                                        | US Open |
| ----- | ------------------------------------------------------------------------------- | ---------------- | ------------------------ | ------------------------ | --------- | ------------------------------------------------------------------------------- | ------------------------------------------------------------------------------ | ------- |
| 2018  | —                                                                               | —                | —                        | —                        | —         | —                                                                               | 1er tour (1/16) T. Fawcett \|\| style="text-align:left;" \| R. Olaru F. Škugor |         |
| 2019  | 1er tour (1/16) M. Venus \|\| style="text-align:left;" \| Chan H.-c. J.J. Rojer | —                | —                        | —                        | —         | 1er tour (1/16) N. Monroe \|\| style="text-align:left;" \| H. Carter J. Withrow |                                                                                |         |

N.B. : le nom du partenaire se trouve sous le résultat ; les noms des ultimes adversaires se trouvent à droite.

## Parcours en «Premier» et WTA 1000
Les tournois WTA « Premier Mandatory » et « Premier 5 » (entre 2009 et 2020) et WTA 1000 (à partir de 2021) constituent les catégories d'épreuves les plus prestigieuses, après les quatre levées du Grand Chelem. 

De 2009 à 2023, les tournois Premier Mandatory (dits tournois WTA 1000 obligatoires entre 2021 et 2023) regroupent Indian Wells, Miami, Madrid et Pékin, les autres constituant les tournois Premier 5 (tournois WTA 1000 non-obligatoires). À partir de 2024, le nombre de tournois WTA 1000 passe à 10 par saison (fin de l’alternance Doha / Dubaï), ces derniers devenant tous obligatoires et offrant tous 1000 points à la vainqueure (contre 900 points précédemment pour les tournois Premier 5).

### En simple dames
| Année |       |                                 |                                |                             |                               |                              |                             |                              |                              |                               |  |                             |
| Doha  | Dubaï | Indian Wells                    | Miami                          | Madrid                      | Rome                          | Canada                       | Cincinnati                  | Pékin                        |                              | Wuhan                         |  |                             |
| Doha  | Dubaï | Indian Wells                    | Miami                          | Madrid                      | Rome                          | Canada                       | Cincinnati                  | Pékin                        | Guadalajara                  |                               |  |                             |
| Doha  | Dubaï | Indian Wells                    | Miami                          | Madrid                      | Rome                          | Canada                       | Cincinnati                  | Pékin                        |                              |                               |  |                             |
| 2017  |       | WTA 500                         |                                | 1er tour (1/64) M. Puig     |                               |                              |                             |                              |                              |                               |  |                             |
| 2018  |       |                                 | WTA 500                        | 4e tour (1/8) C. Suárez     | 1/2 finale J. Ostapenko       | 1er tour (1/32) A. Sasnovich | 2e tour (1/16) D. Kasatkina |                              | 1er tour (1/32) L. Tsurenko  | 2e tour (1/16) N. Osaka       |  | 1er tour (1/32) Zheng S.    |
| 2019  |       | WTA 500                         |                                | 3e tour (1/16) N. Osaka     | 3e tour (1/16) Wang Y.        | 2e tour (1/16) A. Barty      | 2e tour (1/16) G. Muguruza  | 1er tour (1/32) K. Siniaková |                              | 1er tour (1/32) K. Mladenovic |  | 2e tour (1/16) A. Sabalenka |
| 2020  |       |                                 | WTA 500                        | Annulé                      | Annulé                        | Annulé                       |                             | Annulé                       | 1er tour (1/32) J. Teichmann | Annulé                        |  | Annulé                      |
| 2021  |       | WTA 500                         |                                | 3e tour (1/16) O. Jabeur    | 2e tour (1/32) V. Kudermetova |                              |                             | 3e tour (1/8) J. Pegula      | 1er tour (1/32) S. Rogers    | Annulé                        |  | Annulé                      |
| 2022  |       |                                 | WTA 500                        |                             | 1/4 de finale N. Osaka        | 2e tour (1/16) B. Andreescu  | 3e tour (1/8) A. Anisimova  |                              |                              | Hors calendrier               |  | 3e tour (1/8) M. Sákkari    |
| 2023  |       | WTA 500                         | 1er tour (1/32) L. Fruhvirtová | 1er tour (1/64) D. Gálfi    | 3e tour (1/16) J. Pegula      |                              |                             | 1/4 de finale I. Świątek     | 2e tour (1/16) I. Świątek    |                               |  | 1er tour (1/32) S. Vickery  |
| 2024  |       | 1/4 de finale A. Pavlyuchenkova |                                | 2e tour (1/32) I. Świątek   | Victoire E. Rybakina          | 4e tour (1/8) A. Sabalenka   | 1/2 finale A. Sabalenka     |                              |                              |                               |  |                             |
| 2025  |       |                                 |                                | 3e tour (1/16) E. Svitolina | 4e tour (1/8) A. Sabalenka    |                              | 4e tour (1/8) E. Svitolina  | 2e tour (1/32) C. Gauff      | 1er tour (1/64) T. Townsend  |                               |  |                             |

Sous le résultat, l’ultime adversaire.
1. 1 2   Les tournois de Doha et Dubaï alternent le statut de tournoi WTA 1000 (ex Premier 5) entre 2009 et 2023 : les trois premières éditions ont lieu à Dubaï, les trois suivantes à Doha, puis Dubaï accueille le tournoi de cette catégorie les années impaires et Dubaï les années paires. De 2011 à 2023, la ville qui n’accueille pas de WTA 1000 organise à la place un tournoi WTA 500 (ex Premier).
2. 1 2 3 4 5 6 7   L’ordre de déroulement des tournois a évolué depuis 2009 : Rome se dispute avant Madrid et Cincinnati avant Montréal/Toronto jusqu’en 2010, tandis que Tokyo (2009-2013)-Wuhan (2014-2019, 2024-)-Guadalajara (2022-2023) ont lieu avant Pékin jusqu’en 2023.
3. 1 2 3 4 5 6 7 8  Du fait de la pandémie de Covid-19, les tournois d’Indian Wells, de Miami, de Madrid, du Canada, de Wuhan et de Pékin sont annulés en 2020. Ces deux derniers le sont également en 2021. Pour des raisons d’organisation, le tournoi de Cincinnati 2020 a exceptionnellement lieu à Flushing Meadows à New York.
4. ↑  Le 1er décembre 2021, le président de la WTA, Steve Simon, annonce que tous les tournois prévus en Chine et à Hong Kong sont suspendus à partir de 2022, en raison de préoccupations concernant la sécurité et le bien-être de la joueuse de tennis chinoise Peng Shuai après ses allégations de relations sexuelles non-consenties avec Zhang Gaoli, membre de haut rang du Parti communiste chinois. Le tournoi de Pékin revient en 2023. Le tournoi de Guadalajara remplace celui de Wuhan pendant deux ans, ce dernier réapparaissant en 2024.

## Parcours aux Jeux olympiques

### En simple dames
| # | Date       | Nom de l'olympiade         | Surface             | Résultat      | Ultime adversaire | Score             |          |
| - | ---------- | -------------------------- | ------------------- | ------------- | ----------------- | ----------------- | -------- |
| 1 | 27/07/2024 | Olympic Tennis Event Paris | Terre battue (ext.) | 1/4 de finale | Iga Świątek       | 6-1, 2-6, 4-1 ab. | Parcours |

### En double dames
| # | Date       | Nom de l'olympiade         | Surface             | Résultat      | Partenaire       | Ultimes adversaires               | Score            |          |
| - | ---------- | -------------------------- | ------------------- | ------------- | ---------------- | --------------------------------- | ---------------- | -------- |
| 1 | 31/07/2024 | Olympic Tennis Event Paris | Terre battue (ext.) | 2e tour (1/8) | Desirae Krawczyk | Lyudmyla Kichenok Nadiia Kichenok | 3-6, 6-4, [10-7] | Parcours |

## Classements WTA en fin de saison
| Année          | 2016 | 2017 | 2018 | 2019 | 2020 | 2021 | 2022 | 2023 | 2024 |
| Rang en simple | 281  | 167  | 36   | 31   | 45   | 29   | 14   | 55   | 11   |
| Rang en double | 1010 | 526  | 410  | 102  | 96   | 488  | 297  | 84   | 527  |

Source : (en) Classements de Danielle Collins sur le site officiel de la Fédération internationale de tennis

## Records et statistiques

### Confrontations avec ses principales adversaires
Confrontations lors des différents tournois WTA avec ses principales adversaires (5 confrontations minimum et avoir été membre du top 10). Classement par pourcentage de victoires. Situation au 6 juillet 2025 :
Les joueuses retraitées sont en gris.
| Joueuse         | Meilleur classement | Confrontations | Victoires | Défaites | Pourcentage de victoires | Dernière confrontation                        |
| --------------- | ------------------- | -------------- | --------- | -------- | ------------------------ | --------------------------------------------- |
| Aryna Sabalenka | 1                   | 7              | 0         | 7        | 0                        | défaite (4-6, 4-6) à Miami 2025               |
| Jessica Pegula  | 3                   | 6              | 0         | 6        | 0                        | défaite (6-1, 3-6, 0-6) à Charleston 2025     |
| Ashleigh Barty  | 1                   | 5              | 1         | 4        | 20                       | défaite (3-6, 62-7) à l'Open d'Australie 2022 |
| Iga Świątek     | 1                   | 10             | 2         | 8        | 20                       | défaite (2-6, 3-6) à Wimbledon 2025           |
| Naomi Osaka     | 1                   | 5              | 2         | 3        | 40                       | victoire (7-5, 6-0) à Abou Dabi 2024          |
| Elena Rybakina  | 3                   | 5              | 2         | 3        | 40                       | victoire (7-5, 6-3) à Miami 2024              |
| Ons Jabeur      | 2                   | 5              | 3         | 2        | 60                       | défaite (66-7, 2-6) à Adélaïde 2025           |
| Sofia Kenin     | 4                   | 5              | 4         | 1        | 80                       | victoire (6-1, 1-6, 6-2) à Strasbourg 2025    |
| Caroline Garcia | 4                   | 5              | 5         | 0        | 100                      | victoire (6-3, 6-3) à Rome 2024               |

### Victoires sur le top 10
Toutes ses victoires sur des joueuses classées dans le top 10 de la WTA lors de la rencontre.
| Légende             |
| Grand Chelem        |
| Masters             |
| Premier* / WTA 1000 |
| Premier / WTA 500   |
| WTA 250             |
| Fed Cup             |

| #  | Rang  |  | Tournoi              | Année | Surface      |               | Adversaire        | Rang  | Tour      | Score         | Tableau |
| -- | ----- |  | -------------------- | ----- | ------------ | ------------- | ----------------- | ----- | --------- | ------------- | ------- |
| 1  | no 93 |  | Miami                | 2018  | Dur          |               | Venus Williams    | no 8  | 1/4       | 6-2, 6-3      | Tableau |
| 2  | no 35 |  | Open d'Australie     | 2019  | Dur          |               | Angelique Kerber  | no 2  | 1/8       | 6-0, 6-2      | Tableau |
| 3  | no 27 |  | Brisbane             | 2020  | Dur          |               | Elina Svitolina   | no 5  | 1/16      | 6-1, 6-1      | Tableau |
| 4  | no 27 |  | Adélaïde             | 2020  | Dur          |               | Belinda Bencic    | no 7  | 1/4       | 6-3, 6-1      | Tableau |
| 5  | no 46 |  | Yarra Valley Classic | 2021  | Dur          |               | Karolína Plíšková | no 6  | 1/8       | 7-65, 7-63    | Tableau |
| 6  | no 37 |  | Adélaïde             | 2021  | Dur          |               | Ashleigh Barty    | no 1  | 1/8       | 6-3, 6-4      | Tableau |
| 7  | no 30 |  | Open d'Australie     | 2022  | Dur          |               | Iga Świątek       | no 9  | 1/2       | 6-4, 6-1      | Tableau |
| 8  | no 11 |  | Miami                | 2022  | Dur          |               | Ons Jabeur        | no 10 | 1/8       | 6-2, 6-4      | Tableau |
| 9  | no 19 |  | San Diego            | 2022  | Dur          |               | Caroline Garcia   | no 10 | 1/16      | 6-2, 7-64     | Tableau |
| 10 | no 19 |  | San Diego            | 2022  | Dur          | Paula Badosa  | no 4              | 1/4   | 7-65, 6-4 |               | Tableau |
| 11 | no 48 |  | Montréal             | 2023  | Dur          |               | María Sákkari     | no 8  | 1/16      | 6-4, 6-2      | Tableau |
| 12 | no 43 |  | San Diego            | 2023  | Dur          |               | Caroline Garcia   | no 10 | 1/4       | 6-2, 6-3      | Tableau |
| 13 | no 53 |  | Miami                | 2024  | Dur          |               | Elena Rybakina    | no 4  | Finale    | 7-5, 6-3      | Tableau |
| 14 | no 22 |  | Charleston           | 2024  | Terre battue |               | Ons Jabeur        | no 6  | 1/16      | 6-3, 1-6, 6-3 | Tableau |
| 15 | no 22 |  | Charleston           | 2024  | Terre battue | María Sákkari | no 7              | 1/2   | 6-3, 6-3  |               | Tableau |
| 16 | no 35 |  | Rome                 | 2025  | Terre battue |               | Iga Świątek       | no 2  | 1/16      | 6-1, 7-5      | Tableau |